# Kajrat Ałmaty
Kajrat Ałmaty Futboł Kłuby (kaz. Қайрат Алматы Футбол Клубы) – kazachski klub piłkarski z siedzibą w mieście Ałmaty.

## Historia
Chronologia nazw:
- 1954: Łokomotiw Ałmaty (kaz. «Локомотив» Алматы)
- 1955: Urożaj Ałmaty (kaz. «Урожай» Алматы)
- 1956: Kajrat Ałmaty (kaz. «Қайрат» Алматы)
- 1998: SOPFK Kajrat Ałmaty (kaz. СОПФК «Қайрат» Алматы)
- 2001: Kajrat Ałmaty (kaz. «Қайрат» Алматы)
- 2004: Kajrat-Ałmaty KTŻ Ałmaty (kaz. «Қайрат-Алматы ҚТЖ» Алматы)
- 2007: Kajrat Ałmaty (kaz. «Қайрат» Алматы)

Klub założony został w 1954 roku jako Łokomotiw Ałma-Ata i debiutował w Klasie B, strefie 2 Mistrzostw ZSRR. Podobnie do wielu drużyn w ZSRR często zmieniał nazwę - w 1955 nazywał się Urożaj Ałma-Ata i od 1956 - Kajrat Ałma-Ata. W 1960 klub debiutował w Klasie A, w której grał do 1969 z przerwą w 1965, kiedy grał we Wtoroj Grupie A. W 1970 w wyniku kolejnej reorganizacji systemu lig ZSRR spadł do Pierwoj Grupy A. Od 1971 ponownie występował w Wysszej Lidze z wyjątkiem lat 1975–1976, 1983 i 1989–1991, kiedy grał w Pierwoj lidze. W okresie ZSRR klub był najsilniejszym zespołem Kazachstanu i jedynym reprezentantem Kazachskiej SRR, który grał w najwyższej lidze ZSRR. Łącznie grał w niej przez 24 sezony, co było rekordem wśród klubów środkowoazjatyckich. Największym osiągnięciem było 7. miejsce w 1986.
Po uzyskaniu przez Kazachstan niepodległości drużyna stała się czołowym klubem nowego państwa, a z chwilą przyjęcia kazachskiej federacji piłkarskiej do UEFA zespół zadebiutował w europejskich pucharach.
Na początku 1998 w klubie odbyła się reorganizacja. Klub został podzielony na dwie części. Pierwsza część przechodzi na służbę w wojsku i klub pod nazwą CSKA Kajrat Ałmaty startował w Wysszej Lidze. A druga część Kajratu jako SOPFK Kajrat Ałmaty rozpoczął rozgrywki w Pierwoj Lidze. Dopiero dwa kluby połączyli w styczniu 2001. W latach 2004–2006 klub nazywał się Kajrat-KTŻ Ałmaty, po czym powrócił do historycznej nazwy. W 2009 klub jeden sezon występował w Birinszi liga.

## Sukcesy

### Trofea międzynarodowe
| \| \| Zdobyte trofea w rozgrywkach międzynarodowych (stan na: 25-07-2021) \| |                                                                     |      |          |
| Rozgrywki                                                                    | Osiągnięcie                                                         | Razy | Sezon(y) |
| · Liga Mistrzów · (Puchar Europy)                                            | zdobywca                                                            | 0    |          |
| · Liga Mistrzów · (Puchar Europy)                                            | finalista                                                           | 0    |          |
| · Liga Mistrzów · (Puchar Europy)                                            | II runda kw.                                                        | 1    | 2021/22  |
| · Liga Europy · (Puchar UEFA)                                                | zdobywca                                                            | 0    |          |
| · Liga Europy · (Puchar UEFA)                                                | finalista                                                           | 0    |          |
| · Liga Europy · (Puchar UEFA)                                                | runda play-off                                                      | 1    | 2015/16  |
| · Puchar Zdobywców                                                           | zdobywca                                                            | 0    |          |
| · Puchar Zdobywców                                                           | finalista                                                           | 0    |          |
| · Liga Mistrzów AFC                                                          | zdobywca                                                            | 0    |          |
| · Liga Mistrzów AFC                                                          | finalista                                                           | 0    |          |
| Puchar AFC                                                                   | zdobywca                                                            | 0    |          |
| Puchar AFC                                                                   | finalista                                                           | 0    |          |
| Azjatycki Puchar Zdobywców                                                   | zdobywca                                                            | 0    |          |
| Azjatycki Puchar Zdobywców                                                   | finalista                                                           | 0    |          |
| Azjatycki Puchar Zdobywców                                                   | ćwierćfinalista                                                     | 1    | 2000/01  |
| Puchar Prezydenta AFC                                                        | zdobywca                                                            | 0    |          |
| Puchar Prezydenta AFC                                                        | finalista                                                           | 0    |          |
| FIFA                                                                         | Zdobyte trofea w rozgrywkach międzynarodowych (stan na: 25-07-2021) |      |          |

### Trofea krajowe
Kazachstan
| \| \| Zdobyte trofea w rozgrywkach Kazachstanu (stan na: 3-11-2020) \| |                                                               |              |                                                                  |
| Rozgrywki                                                              | Osiągnięcie                                                   | Razy         | Sezon(y)                                                         |
| Mistrzostwo                                                            | I miejsce                                                     | 4            | 1992, 2004, 2020, 2024                                           |
| Mistrzostwo                                                            | II miejsce                                                    | 4            | 2015, 2016, 2017, 2018, 2019                                     |
| Mistrzostwo                                                            | III miejsce                                                   | 5            | 1997, 1999, 2005, 2013, 2014                                     |
| Puchar                                                                 | zdobywca                                                      | 10* (rekord) | 1992, 1996/97, 1999/00, 2001, 2003, 2014, 2015, 2017, 2018, 2021 |
| Puchar                                                                 | finalista                                                     | 2            | 2004, 2005                                                       |
| Superpuchar                                                            | zdobywca                                                      | 3            | 2016, 2017, 2025                                                 |
| Superpuchar                                                            | finalista                                                     | 3            | 2015, 2018, 2019                                                 |
| II liga                                                                | I miejsce                                                     | 1            | 2009                                                             |
| II liga                                                                | II miejsce                                                    | 1            | 1998                                                             |
| II liga                                                                | III miejsce                                                   | 0            |                                                                  |
| Kazachstan                                                             | Zdobyte trofea w rozgrywkach Kazachstanu (stan na: 3-11-2020) |              |                                                                  |

ZSRR
| \| \| Zdobyte trofea w rozgrywkach Związku Radzieckiego (stan na: 31-12-1991) \| |                                                                         |      |            |
| Rozgrywki                                                                        | Osiągnięcie                                                             | Razy | Sezon(y)   |
| Mistrzostwo                                                                      | I miejsce                                                               | 0    |            |
| Mistrzostwo                                                                      | II miejsce                                                              | 0    |            |
| Mistrzostwo                                                                      | III miejsce                                                             | 0    |            |
| Mistrzostwo                                                                      | 7. miejsce                                                              | 1    | 1986       |
| Puchar                                                                           | zdobywca                                                                | 0    |            |
| Puchar                                                                           | finalista                                                               | 0    |            |
| Puchar                                                                           | półfinalista                                                            | 1    | 1963       |
| Puchar Ligi                                                                      | zdobywca                                                                | 1    | 1988       |
| Puchar Ligi                                                                      | finalista                                                               | 0    |            |
| II liga                                                                          | I miejsce                                                               | 2    | 1976, 1983 |
| II liga                                                                          | II miejsce                                                              | 2    | 1965, 1970 |
| II liga                                                                          | III miejsce                                                             | 1    | 1989       |
|                                                                                  | Zdobyte trofea w rozgrywkach Związku Radzieckiego (stan na: 31-12-1991) |      |            |

### Inne trofea
- Puchar Europejskich Linii Kolejarskich:
  - zdobywca: 1992

## Europejskie puchary
Legenda do wszystkich tabel:
- Q – runda eliminacyjna, 1/16, 1/8, 1/4, 1/2 – odpowiednia faza rozgrywek, Grupa – runda grupowa, 1r gr – pierwsza runda grupowa, 2r gr – druga runda grupowa, F – finał, R – runda, PO – play-off
- k. – rzuty karne, los. – losowanie, Dogr. – dogrywka, w. – zasada bramek strzelonych na wyjeździe

| Sezon   | Rozgrywki               | Runda   | Klub                | Dom     | Wyjazd  | Ogólnie     |
| ------- | ----------------------- | ------- | ------------------- | ------- | ------- | ----------- |
| 2002/03 | Puchar UEFA             | Q       | FK Crvena zvezda    | 0–2     | 0–3     | 0–5         |
| 2005/06 | Liga Mistrzów           | 1Q      | Artmedia Bratysława | 2–0     | 1–4     | 3–4, Dogr.  |
| 2006/07 | Puchar UEFA             | 1Q      | Fehérvár            | 2–1     | 0–1     | 2–2, w.     |
| 2014/15 | Liga Europy             | 1Q      | Kukësi              | 1–0     | 0–0     | 1–0         |
| 2014/15 | Liga Europy             | 2Q      | Esbjerg fB          | 1–1     | 0–1     | 1–2         |
| 2015/16 | Liga Europy             | 1Q      | FK Crvena zvezda    | 2–1     | 2–0     | 4–1         |
| 2015/16 | Liga Europy             | 2Q      | Alaszkert Erywań    | 3–0     | 1–2     | 4–2         |
| 2015/16 | Liga Europy             | 3Q      | Aberdeen            | 2–1     | 1–1     | 3–2         |
| 2015/16 | Liga Europy             | PO      | Girondins Bordeaux  | 2–1     | 0–1     | 2–2, w.     |
| 2016/17 | Liga Europy             | 1Q      | Teuta Durrës        | 5–0     | 1–0     | 6–0         |
| 2016/17 | Liga Europy             | 2Q      | Maccabi Tel Awiw    | 1–1     | 1–2     | 2–3         |
| 2017/18 | Liga Europy             | 1Q      | Atlantas Kłajpeda   | 6–0     | 2–1     | 8–1         |
| 2017/18 | Liga Europy             | 2Q      | Skënderbeu Korcza   | 1–1     | 0–2     | 1–3         |
| 2018/19 | Liga Europy             | 1Q      | UE Engordany        | 7–1     | 3–0     | 10–1        |
| 2018/19 | Liga Europy             | 2Q      | AZ Alkmaar          | 2–0     | 1–2     | 3–2         |
| 2018/19 | Liga Europy             | 3Q      | Sigma Ołomuniec     | 1–2     | 0–2     | 1–4         |
| 2019/20 | Liga Europy             | 1Q      | NK Široki Brijeg    | 2–1     | 2–1     | 4–2         |
| 2019/20 | Liga Europy             | 2Q      | Hapoel Beer Szewa   | 1–1     | 0–2     | 1–3         |
| 2020/21 | Liga Europy             | 1Q      | Noah Erywań         | 4–1 (D) | 4–1 (D) | 4–1 (D)     |
| 2020/21 | Liga Europy             | 2Q      | Maccabi Hajfa       | 1–2 (W) | 1–2 (W) | 1–2 (W)     |
| 2021/22 | Liga Mistrzów           | 1Q      | Maccabi Hajfa       | 2–0     | 1–1     | 3–1         |
| 2021/22 | Liga Mistrzów           | 2Q      | Crvena zvezda       | 2–1     | 0–5     | 2–6         |
| 2021/22 | Liga Europy             | 3Q      | Alaszkert Erywań    | 0–0     | 2–3     | 2–3, Dogr.  |
| 2021/22 | Liga Konferencji Europy | PO      | Fola Esch           | 3–1     | 4–1     | 7–2         |
| 2021/22 | Liga Konferencji Europy | Grupa H | Omonia Nikozja      | 0–0     | 0–0     | 4. miejsce  |
| 2021/22 | Liga Konferencji Europy | Grupa H | FC Basel            | 2–3     | 2–4     | 4. miejsce  |
| 2021/22 | Liga Konferencji Europy | Grupa H | Qarabağ             | 1–2     | 1–2     | 4. miejsce  |
| 2022/23 | Liga Konferencji Europy | 2Q      | Kisvárda            | 0–1     | 0–1     | 0–2         |
| 2025/26 | Liga Mistrzów           | 1Q      | Olimpija Lublana    | 2–0     | 1–1     | 3–1         |
| 2025/26 | Liga Mistrzów           | 2Q      | Kuopion Palloseura  | 3–0     | 0–2     | 3–2         |
| 2025/26 | Liga Mistrzów           | 3Q      | Slovan Bratysława   | 1–0     | 0–1     | 1–1, k: 4–3 |
| 2025/26 | Liga Mistrzów           | PO      | Celtic              | –       | 0–0     | –           |

## Obecny skład
Stan na 20 lipca 2022
| Nr | Poz. | Piłkarz                   |
| -- | ---- | ------------------------- |
| 1  | BR   | Danił Ustimienko          |
| 2  | OB   | Sułtanbek Astanow         |
| 3  | OB   | Macky Bagnack             |
| 4  | OB   | Wiktor Wasin              |
| 5  | OB   | Siergiej Kejler (kapitan) |
| 7  | NA   | Güldżigit Ałykułow        |
| 10 | NA   | José Kanté                |
| 11 | NA   | João Paulo (wicekapitan)  |
| 14 | PO   | Adam Adachadżyjew         |
| 17 | PO   | Danijar Usenow            |
| 18 | NA   | Wiaczesław Szwyriow       |

| Nr | Poz. | Piłkarz                 |
| -- | ---- | ----------------------- |
| 19 | NA   | Artur Szuszenaczew      |
| 20 | PO   | Anton Kraczkowski       |
| 21 | PO   | Arsen Burancziew        |
| 22 | NA   | Jerkebułan Siejdachmiet |
| 23 | PO   | Andriej Ulszyn          |
| 24 | OB   | Damir Kasabułat         |
| 27 | BR   | Temyrłan Anarbekow      |
| 30 | BR   | Wadim Uljanow           |
| 38 | OB   | Arsen Azatow            |
| 47 | NA   | Aliszer Rachimżanow     |